# Fontanelle (álbum)
Fontanelle é o segundo álbum de estúdio da banda americana de punk rock Babes in Toyland, lançado em 11 de agosto de 1992 pela Reprise Records. Foi o primeiro lançamento da banda em um grande selo e o primeiro álbum com a baixista Maureen Herman na banda.

## Produção e gravação
Depois de uma extensa turnê em 1991, a banda entrou no estúdio para gravar o seu segundo álbum depois do se álbum de estreia, Spanking Machine. A baixista Michelle Leon deixou o grupo em dezembro de 1991, pouco antes do início da gravação de Fontanelle, devido à morte de seu namorado, Joe Cole. Maureen Herman foi colocada como sua substituta.
O álbum foi co-produzido pela vocalista e guitarrista Kat Bjelland com Lee Ranaldo do Sonic Youth, dirigindo produção. Brian Paulson também foi engenheiro de som e o produto final foi mixado por Dave Ogilvie. A foto da capa, uma imagem de uma boneca nua em frente a um espelho, foi tirada para o álbum pela fotógrafa Cindy Sherman.
A banda explicou o nome do álbum como referindo-se ao ponto fraco no crânio de um bebê, bem como a uma pequena fonte usada por fadas. É também o nome de um mágico consultado por Gilles de Rais, o assassino da vida real que inspirou o conto de fadas "Barba Azul".
O processo de gravação do álbum é descrito no livro Babes in Toyland: The Making and Selling of a Rock and Roll Band, de Neal Karlen.

## Recepção da critica
| Críticas profissionais | Críticas profissionais |
| Avaliações da crítica  | Avaliações da crítica  |
| Fonte                  | Avaliação              |
| ---------------------- | ---------------------- |
| Allmusic               | [ 4 ]                  |
| Rolling Stone          | [ 5 ]                  |
| Entertainment Weekly   | A−                     |

Fontanelle é o álbum mais criticamente e comercialmente bem sucedido do Babes no Toyland, vendendo 220.000 cópias aproximadamente nos Estados Unidos sozinho. As resenhas do álbum foram muito positivas, com Steve Huey do allmusic observando:
Medido por qualquer padrão, Fontanelle é um registro assustadoramente primitivo, aquele cuja pura ferocidade das Babes em Toyland, nunca foi capturada de forma tão convincente, em qualquer outro álbum.
O sucesso do álbum também as levou a fazerem turnês e foi finalmente oferecido um lugar a banda, na turnê Lollapalooza em 1993, tocando ao lado de artistas como Tool, Primus, Alice in Chains, Dinosaur Jr. e Rage Against the Machine. Durante as datas no Lollapalooza, a banda lançou seu terceiro e último EP Painkillers, em junho de 1993, que consistiu em uma re-gravação de uma de suas canções mais notáveis "He's My Thing" e outtakes de Fontanelle.

## Faixas
Todas as faixas escritas e compostas por Kat Bjelland, exceto onde indicado. 
| N.º            | Título                | Compositor(es)                   | Duração |  |
| 1.             | "Bruise Violet"       |                                  | 2:52    |  |
| 2.             | "Right Now"           |                                  | 2:19    |  |
| 3.             | "Bluebell"            |                                  | 2:22    |  |
| 4.             | "Handsome and Gretel" |                                  | 1:50    |  |
| 5.             | "Blood"               |                                  | 2:44    |  |
| 6.             | "Magick Flute"        | Lori Barbero                     | 3:02    |  |
| 7.             | "Won't Tell"          |                                  | 2:27    |  |
| 8.             | "Quiet Room"          |                                  | 2:59    |  |
| 9.             | "Spun"                | Bjelland, Barbero                | 3:03    |  |
| 10.            | "Short Song"          |                                  | 0:41    |  |
| 11.            | "Jungle Train"        | Bjelland, Barbero                | 2:15    |  |
| 12.            | "Pearl"               | Bjelland, Barbero, Michelle Leon | 1:56    |  |
| 13.            | "Real Eyes"           |                                  | 2:51    |  |
| 14.            | "Mother"              |                                  | 3:13    |  |
| 15.            | "Gone"                |                                  | 2:28    |  |
| Duração total: | Duração total:        | Duração total:                   | 37:09   |  |

## Créditos
Babes in Toyland
- Kat Bjelland → vocal, guitarra e produção
- Lori Barbero → bateria e vocais de apoio
- Maureen Herman → baixo

Produção
- Lee Ranaldo → produção, engenheiro
- Brian Paulson → engenheiro
- John Armstrong  → assistente de engenharia
- John Azelvandre → assistente de engenharia
- Eric S. Anderson → assistente de engenharia
- Howie Weinberg → materialização
- Dave Ogilvie → materialização

Design
- Tom Recchion → direção de arte e design
- Cindy Sherman → fotografia
- Michael Lavine → fotografia
- Fredrik Nilsen → fotografia

## Desempenho nas tabelas musicais
| Chart (1992)    | Maior posição |
| --------------- | ------------- |
| UK Albums Chart | 24            |